# Wael Sulaiman
Wael Sulaiman (en árabe: وائل سليمان أحمد المحيسن الحبشي‎; Kuwait, Kuwait; 8 de agosto de 1964) es un exfutbolista kuwaití que jugaba en la posición de defensa.

## Carrera

### Club
Jugó toda su carrera con el Al Jahra SC de 1980 a 1999, con el que fue campeón nacional en 1990.

### Selección nacional
Estuvo con Kuwait en la Copa de Naciones del Golfo de 1986 pero no jugó. Su primer partido con la selección nacional fue ante China en los Juegos Asiáticos de 1986 donde ganó la medalla de bronce. Participó en otras dos ediciones de la Copa de Naciones del Golfo y en dos ediciones de la Copa Asiática.
En los Juegos Asiáticos de 1994 fue el primer futbolista de Kuwait en anotar un gol de oro, fue ante Emiratos Árabes Unidos en los cuartos de final, donde volvieron a ganar la medalla de bronce y ganó el título de goleador del torneo con seis goles. El 27 de diciembre de 1998 se convirtió en el primer jugador con 100 partidos con Kuwait.

## Palmarés

### Club
- Liga Premier de Kuwait: 1

1990

### Selección nacional
- Copa de Naciones del Golfo: 1

1986

### Individual
- Goleador en los Juegos Asiáticos de 1994.